# Státní sociální podpora v Česku
Státní sociální podpora je v rámci práva sociálního zabezpečení státem organizovaná solidarita mezi občany sloužící k překonání nepříznivých důsledků sociální události. Je tvořena systémem státních dávek určených především rodinám s nezaopatřenými dětmi. Všechny dávky státní sociální podpory mají obligatorní charakter, hlavním kritériem pro přiznání některých z nich je příjmová situace rodiny.
Systém státní sociální podpory byl v Česku zaveden zákonem č. 117/1995 Sb. a zohledňuje tři základní přístupy:
- životní úroveň má vycházet především z pracovních příjmů,
- dávky nejsou náhradou příjmů, ale k vlastní práci nedemotivující pomocí řešení sociální situace,
- musí zachovávat hledisko hospodárnosti, účelnosti a ve stanovených případech i adresnosti.

## Dávky státní sociální podpory

### Dávky poskytované v závislosti na výši příjmu

#### Přídavek na dítě
Nárok na tento přídavek má nezaopatřené dítě žijící v rodině, jejíž příjem je nižší než 3,4násobek životního minima rodiny.
Přídavek je vyplácen ve třech výších podle věku nezaopatřeného dítěte:
do 6 let – 830 Kč
od 6 do 15 let – 970 Kč
od 15 do 26 let – 1080 Kč

#### Sociální příplatek
Cílem dávky je pomáhat rodinám s nízkými příjmy a zdravotně postiženým členem krýt náklady spojené se zabezpečováním potřeb jejich dětí. Nárok na sociální příplatek je vázán na péči o nezaopatřené dítě a na stanovenou hranici příjmů v rodině. Tato hranice nesmí překročit dvojnásobek životního minima této rodiny. Ve výši dávky se odráží nejen příjmy rodiny, kdy s rostoucím příjmem sociální příplatek postupně klesá, ale i stupeň postižení dítěte a rodiče.
Sociální příplatek prošel významnou změnou v rámci úsporných opatření s účinností k 1. 1. 2011, která zrušila právo pobírat sociální příplatek rodinám s nezaopatřeným dítětem (dětmi). V období 1. 1. 2011 až 31. 12. 2011 tím pádem tento nárok zůstal pouze rodinám s nezaopatřeným dítětem (dětmi), které je dlouhodobě nemocné, zdravotně postižené nebo těžce zdravotně postižené, nárok zůstává i pokud je ve zmíněné situaci rodič či kombinace obou zmíněných, tj. rodič, který je nezaopatřeným dítětem se zdravotním postižením či těžkým zdravotním postižením anebo dlouhodobě nemocný. Toto omezení, ale zároveň prodloužení nebylo původně plánováno. Úsporné výsledky opatření mohou býti sporné vzhledem k propadnutí příjmů pod životní minimum, tudíž se ocitli v hmotné nouzi, z čehož vyplývají jiné nároky na sociální dávky.
S účinností k 31. 12. 2011 se sociální příplatek ruší po omezeném ročním prodloužení. Následuje roční přechodné období, kdy je možné ještě tento příspěvek v rámci možností čerpat. Úplné zrušení i pro rodiny s postiženými mělo údajně přinést „jen“ 400 miliónovou úsporu (jako přímý náklad bez braní v úvah podporu z jiných programů, úspora může být tedy ještě menší).

#### Příspěvek na bydlení
Na tento příspěvek má nárok vlastník/nájemce bytu, jestliže:
- jeho náklady na bydlení přesahují částku součinu rozhodného příjmu v rodině a koeficientu 0,3 (na území Prahy 0,35) a zároveň
- součin rozhodného příjmy v rodině a koeficientu 0,3 (na území Prahy 0,35) není vyšší než částka normativních nákladů na bydlení.

Toto právo je v posledních letech výrazně zneužíváno majiteli ubytoven, kteří sestěhovávají do svých objektů sociálně slabé a neúměrně předražují smluvní nájemné. Tento jev je jednou z příčin růstu sociálního a rasového napětí v ČR.

#### Porodné
Porodné je dávka poskytovaná ženě, která porodila své první dítě nebo dvojčata. Nárok na porodné je vázán na stanovenou hranici příjmů v rodině, která v kalendářním čtvrtletí předcházejícím kalendářnímu čtvrtletí, ve kterém se dítě narodilo, musí být nižší než 2,4násobek životního minima rodiny.

#### Příspěvek na školní pomůcky
S účinností od 1. ledna 2008 je příspěvek na školní pomůcky zrušen.

### Dávky poskytované bez závislosti na výši příjmu

#### Rodičovský příspěvek
Nárok na tento příspěvek má rodič, který po celý měsíc osobně, celodenně a řádně pečuje o dítě, které je nejmladší v rodině a to až do vyčerpání částky 220 000 Kč, nejpozději do 4 let věku dítěte.

#### Dávky pěstounské péče
Od 1. ledna 2013 dávky pěstounské péče přestávají být dávkami státní sociální podpory. Právní úpravu dávek pěstounské péče obsahuje zákon č. 359/1999 Sb., o sociálně-právní ochraně dětí, ve znění pozdějších předpisů.

#### Pohřebné
Na dávku pohřebného má nárok osoba, která vypravila pohřeb nezaopatřenému dítěti nebo jeho rodiči. Výše pohřebného je 5000 Kč.